# Lord Berners
Gerald Hugh Tyrwhitt-Wilson, 14. baron Berners, známý také jako Gerald Tyrwhitt, nejčastěji zvaný Lord Berners (18. září 1883 Apley Park, Shropshire, Anglie – 19. dubna 1950 Faringdon House) byl britský hudební skladatel, spisovatel, malíř a estét.

## Život
Berners se narodil 18. září 1883 v Apley Hall, v hrabství Shropshire jako syn ctihodného pána Hugha Tyrwhitta (1856-1907) a jeho ženy Julie (1861-1931). Jeho otec byl důstojníkem Královského námořnictva a často nebýval doma. Byl vychováván babičkou, která byla extrémně nábožná a matkou, která neměla velkou inteligenci, ale zato mnoho předsudků. Byla dcerou bohatého podnikatele v hutnictví, milovala hon na lišky a zcela pomíjela synovo hudební nadání. Ze syna tak vyrůstal mladý muž poněkud excentrického chování. Po několika výstřelcích byl ve věku devíti let poslán do internátní školy Cheam School. Tam se poprvé projevily jeho homosexuální sklony.
Po dokončení základní školy studoval na Eton College. Později ve svých autobiografiích Berners tvrdil, že se tam nic nenaučil, že škola se více zajímala o formování charakteru mladých mužů než o jejich vzdělání.
V roce 1918 se Berners stal 14. baronem Bernersem. Titul, majetek a peníze zdědil po svém strýci. Jeho dědictví zahrnovalo dům Faringdon, který nejprve věnoval matce a jejímu druhému manželovi. Po jejich smrti v roce 1931 se do domu přestěhoval sám.
V roce 1932 se Berners zamiloval do Roberta Heber-Percyho, který se stal jeho společníkem a přistěhoval se do Faringdon House. Heber-Percy se však nečekaně oženil a o devět měsíců později přišlo dítě. Nějakou dobu žili všichni společně ve Faringdon House.
Stejně jako hudebník byl Berners i talentovaným malířem a spisovatelem. Byl známý svými excentrickými nápady. Např. nabarvil holuby ve Faringtonu zářivými barvami nebo pozval koně cestovatelky spisovatelky Penelope Betjemanové na čaj. Na zahradě rozmístil papírové květiny, dům vyzdobil žertovnými nápisy a jeho psi nosili perlové náhrdelníky. Nechal postavit sto metrů vysokou rozhlednu Faringdon Follyna a na ní umístil varování: "Členové veřejnosti, páchající sebevraždu skokem z této věže, tak činí na vlastní nebezpečí". Aby vyděsil místní obyvatele, řídil auto na silnicích kolem svého panství v masce prasečí hlavy. Častými hosty ve Faringtonu byli např. Igor Fjodorovič Stravinskij, Salvador Dalí, H. G. Wells a Tom Driberg.
Během svého života prožíval častá období deprese, která se prohloubila během druhé světové války. Po uvedení svého posledního baletu Les Sirenes ztratil zrak.
Zemřel 19. dubna 1950 ve Faringdon House ve věku 66 let. Jeho popel byl rozptýlen na trávníku v okolí domu. Svůj majetek odkázal svému milenci Robertu Heber-Percymu, který tam pak žil až do své smrti v roce 1987.

## Dílo

### Opera
- Le Carrosse du Saint-Sacrament (podle Prospera Mérimée, Paříž, 1924, Théâtre des Champs-Élysées)

### Balety
- The Triumph of Neptune (10 scén, komponováno pro Sergeje Ďagileva, scénář Sacheverell Sitwell, choreografie George Balanchine, 1926, Lyceum Theatre (Londýn))
- Luna Park (scénář Boris Kochno, choreografie George Balanchine, 1930, Palace Theatre, Londýn]
- The Wedding Bouquet (1936; scénář Gertrude Steinová, choreografie Frederick Ashton, 1937, Londýn, Sadler's Wells Theatre)
- Cupid and Psyche (choreografie Frederick Ashton, 1939, Sadler's Wells Theatre )
- Les Sirènes (1946, Royal Opera House)

### Filmová hudba
- The Halfway House (1944)
- Champagne Charlie (1945, 2 písně)
- Nicholas Nickleby (1947)

### Orchestrální hudba
- Trois Morceaux (1916)
- Fantaisie espagnole (1918–19)
- Fugue in C minor (1924)
- Adagio, Variations and Hornpipe (hudba z baletu The Triumph of Neptune aranžovaná pro smyčce, 1926)
- Suita (z baletu The Triumph of Neptune)

### Klavírní skladby
- Le Poisson d'or (1914; věnováno Igoru Stravinskému)
- Trois Petites marches funèbres (1914)
- Fragments psychologiques (1915)
- Valses bourgeoises (1917)

### Písně
- Lieder Album (slova Heinrich Heine, 1913)
- Trois Chansons (slova Georges Jean-Aubry, 1920)
- Three Songs (1920)
- Dialogue Between Tom Filuter and his Man, by Ned the Dog-Stealer (1921)
- Three Songs (1922)

### Literární dílo
- First Childhood (autobiografie, 1934)
- The Camel (1936)
- The Girls of Radcliff Hall (1937)
- Far From the Madding War (1941)
- Count Omega (1941)
- Percy Wallingford and Mr. Pidger (1941)
- The Romance of a Nose (1941)
- A Distant Prospect (autobiografie, 1945)
- The Chateau de Resenlieu (autobiografie, vydáno z pozůstalosti 2000)